# Stationsstraat (Groningen)
De Stationsstraat in Groningen loopt van het Gedempte Zuiderdiep naar het Emmaplein. De straat werd aangelegd nadat de vesting Groningen was ontmanteld. De inrichting van dit gebied was de uitkomst van onderhandelingen tussen het stadsbestuur en het rijk. De vestinggronden waren rijks-eigendom zodat de stad niet buiten het rijk om plannen kon maken. De aanleg van de Stationsstraat werd uiteindelijk opgenomen in het plan Brouwer uit 1878. 
De straat is vernoemd naar het station dat bereikt wordt over de Emmabrug en de Stationsweg. De Stationsstraat wordt gedomineerd door de huizen ontworpen door W. van der Heide en de Zuiderkerk van T. Kuipers en Y. van der Veen.
De Stationsstraat is sinds de aanleg een van de drie zuidelijke toegangswegen naar de binnenstad van Groningen. De andere twee, Hereweg-Herestraat en Oosterweg-Oosterstraat, zijn eeuwenoude doorgaande routes die over de Grote Markt doorlopen in de Oude Boteringestraat en de Oude Ebbingestraat. 
De Stationsstraat loopt echter dood op het Zuiderdiep. In een nooit uitgevoerd verkeersplan uit 1967 was de straat aangewezen als onderdeel van een doorgaande route via de Munnekeholm en De Laan die zou eindigen op een ontworpen binnenstadsring die gedacht was vanaf het Noorderplantsoen langs de zuidkant van het Nieuwe Kerkhof naar de Bloemsingel. 

## Monumenten
De rijks- en gemeentelijke monumenten aan de Stationsstraat zijn:
| Object                                | Bouwjaar | Omschrijving                                                                            | Monument  | Afbeelding |
| ------------------------------------- | -------- | --------------------------------------------------------------------------------------- | --------- | ---------- |
| Stationsstraat 2 hoek Ged. Zuiderdiep | 19e eeuw | Hoekpand, tweelaags met platdak met steile zijschilden                                  | GM 102084 |            |
| Stationsstraat 3                      | 1895     | Dubbelpand met nr 5, twee bouwlagen onder een afgeknot schilddak                        | GM 103318 |            |
| Stationsstraat 4                      | 1882     | Herenhuis ontworpen door W. van der Heide met neo-classicistische baksteengevel         | GM 103319 |            |
| Stationsstraat 5                      | 1895     | Dubbelpand met nr 3                                                                     | GM 108651 |            |
| Stationsstraat 6                      | 1884     | Herenhuis ontworpen door W. van der Heide                                               | RM 486377 |            |
| Stationsstraat 7                      | 1882     | Oorspronkelijk hotel, ontworpen door W. van der Heide                                   | RM 486348 |            |
| Stationsstraat 9                      | 1882     | Herenhuis, ontworpen door W. van der Heide                                              | RM 486357 |            |
| Stationsstraat 11                     | 1881     | Hoekpand op de hoek met de Ganzevoortsingel, in een rijkversierde eclectische bouwstijl | RM 486371 |            |
| Stationsstraat 12                     | 1900-01  | Zuiderkerk ontworpen door T. Kuipers en Y. van der Veen                                 | RM 486384 |            |

Achter de Muur · 
Akerkhof · 
Akerkstraat · 
Broerstraat · 
Brugstraat ·
Bruine Ruiterstraat ·
Burchtstraat · 
Butjesstraat ·
Carolieweg ·
Coehoornsingel · 
Donkersgang · 
Driften · 
Emmaplein · 
Folkingestraat · 
Folkingedwarsstraat ·
Ganzevoortsingel · 
Gasthuisstraatje ·
Gedempte Kattendiep ·
Gedempte Zuiderdiep ·
Gelkingestraat ·
Grote Kromme Elleboog ·
Grote Markt ·
Guldenstraat ·
Guyotplein ·
Haddingestraat ·
Haddingedwarsstraat ·
Hardewikerstraat ·
Hereplein · 
Herebinnensingel ·
Heresingel ·
Herestraat ·
Hoekstraat ·
Hofstraat ·
Hoge der A ·
Hoogstraatje ·
Jacobijnerstraat ·
Kleine der A ·
Kattenhage ·
Kleine Kromme Elleboog ·
't Klooster ·
Kostersgang ·
Koude Gat ·
Kreupelstraat ·
Kwinkenplein ·
De Laan ·
Lage der A ·
Lopende Diep ·
Lutkenieuwstraat ·
Marktstraat ·
Martinikerkhof ·
Munnekeholm ·
Muurstraat ·
Naberstraat ·
Nieuwe Boteringestraat ·
Nieuwe Ebbingestraat ·
Nieuwe Kerkhof ·
Nieuwe Kijk in 't Jatstraat ·
Nieuwe Markt ·
Nieuwstad ·
Noorderhaven ·
Oosterstraat ·
Ossenmarkt ·
Oude Boteringestraat ·
Oude Ebbingestraat ·
Oude Kijk in 't Jatstraat ·
Papengang ·
Pausgang · 
Pelsterstraat ·
Peperstraat ·
Poelestraat ·
Praediniussingel ·
Rademarkt ·
Radesingel ·
Reitemakersrijge ·
Rode Weeshuisstraat ·
Schoolstraat · 
Schoolholm · 
Schuitemakersstraat ·
Schuitendiep · 
Sieboldsgang · 
Singelstraat · 
Sint Jansstraat ·
Sint Walburgstraat ·
Spilsluizen ·
Stationsstraat ·
Steentilstraat ·
Stoeldraaierstraat · 
Torenstraat · 
Turfstraat ·
Turfsingel ·
Turftorenstraat ·
Ubbo Emmiussingel ·
Vismarkt ·
Visserstraat ·
Waagstraat ·
Zoutstraat ·
Zwanestraat